# Escadrille Spa.75
Escadrille Spa.75 (originalmente Escadrille N.75) foi um esquadrão de caça francês ativo durante a Primeira Guerra Mundial. A partir de 12 de abril de 1917, eles tornaram-se parte do Groupe de Combat 14, e lutaram como tal até ao cessar-fogo de 11 de novembro de 1918. Foi mencionado em despachos por ter abatido 29 aviões alemães e dois balões de observação.

## Oficiais comandantes
- Capitaine Henri de Montfort: 16 de julho de 1916 - 22 de dezembro de 1917
- Tenente Pierre Blandinieres: 22 de dezembro de 1917 - 11 de novembro de 1918[1]

## Membros notáveis
- Sous tenente William Herisson
- Adjutant Antoine Laplasse[1]